# برونیتسا (راشکا)
برونیتسا (به صربی: Brvenica) یک روستا در صربستان است که در Raška واقع شده‌است. برونیتسا ۲۹۸ نفر جمعیت دارد.